# Brachypogon novaguineae
Brachypogon novaguineae är en tvåvingeart som först beskrevs av Tokunaga 1964.  Brachypogon novaguineae ingår i släktet Brachypogon och familjen svidknott. Inga underarter finns listade i Catalogue of Life.